# Kodeks (roman)
Kodeks (v izvirniku The Codex) je pustolovski roman, ki ga je leta 2004 napisal ameriški pisatelj Douglas Preston. 
Roman govori o iskalcu starodavnih zakladov in plenilcu grobnic Maxwellu Broadbentu, ki se, ko mu zaradi bolezni ostane le še malo življenja, odloči skupaj s svojimi zakladi zakopati v grobnico. Svojim trem sinovom to pove preko posnetka, ki jim ga je zapustil in tako se odločijo, da odidejo iskat svojo dediščino.

## Vsebina
Svoje tri sinove, Toma, Vernona in Philipa, Maxwell Broadbent pokliče k sebi domov, da se bodo pogovorili o pomembni zadevi. Vendar polbratje najdejo le prazno hišo in v strahu, da so očeta oropali pokličejo policijo. Policista Barnaby in Fenton ne odkrijeta ničesar, kar bi nakazovalo na zločin, vendar najdeta kaseto na katero je oče posnel svoj govor. Skupaj z Broadbentovimi sinovi si jo ogledajo in izvedo, da se je Maxwell zakopal skupaj s polmilijarde vrednim zakladom.
Polbratje niso vedeli kje je pokopan njihov oče in so, potem ko so se sprli, vsak posebej odšli iskat zaklad. Philip je odšel do očetovega starega prijatelja Marcusa Hauserja, ki je delal kot zasebni detektiv. Hauser je z Maxwellom pred štiridesetimi leti skupaj ropal, vendar sta se sprla. Hauser je bil takoj pripravljen oditi iskati zaklad in je hitro izvedel, da je Philipov oče odšel v Honduras. Vernon, član psevdobudističnega kulta, se je na lov podal s svojim Učiteljem, Tom pa se je odločil, da zaklada ne bo iskal. Delal je kot veterinar. K njemu pa je prišla antropologinja Sally Colorado, ki mu je povedala, da ima njegov oče starodavni majevski kodeks, ki vsebuje zdravilske skrivnosti. Te bi lahko povzročile medicinsko revolucijo. Uspe ga prepričati, da odideta v Honduras poiskat grobnico.
Na nevarnem potovanju po Hondurasu se polbratje znajdejo v težavah. Hauser se je odločil, da si sam pridobi vse bogastvo in bo zato ubil vse, ki so mu na poti. Sally in Tom, ki potujeta skupaj s poglavarjem Don Alfonsom in še dvema moškima, se zaljubita čeprav je Sally zaročena s profesorjem Clyvejem. Na potovanju rešijo Vernona, ki se je s svojim učiteljem izgubil, kasneje pa najdejo skoraj mrtvega Philipa, ki je pobegnil Hauserju. 
Po vseh težavah ostanejo samo še polbratje, Sally in Don Alfonso. Med prebijanjem po deževnem gozdu vsi zbolijo za mrzlico. Don Alfonso umre, ostale pa reši Indijanec Borabay. Ko po nekaj dnevih ozdravijo, jim Borabay razkrije skrivnost. Pove jim, da je Maxwell Broadbent pred štiridesetimi leti prišel v njegovo vas in se poročil z njegovo mamo. Tako ugotovijo, da so vsi štirje polbratje, Borabay pa jim pove tudi, da je njihov oče še vedno živ. Poglavar mu je namesto strupa dal samo uspavalo in tako se je Maxwell zbudil v grobnici.
Hauser je medtem že prišel do Belega mesta kjer je grobnica. Skupaj z najetimi vojaki je začel iskati zaklad. Polbratje in Sally se odpravijo v vas in izberejo svojo vojsko. Do Belega mesta vodi samo dolg viseči most preko katerega se Tomu, Philipu, Vernonu in Borabayu uspe prebiti. Sally se je skrila v gozd in jih varovala s puško, Indijanski vojaki pa so zamotili Hauserjevo vojsko. Toda Hauser je to pričakoval in je Broadbentom sledil, da bi ga pripeljali do grobnice. Ko jih napade, iz teme nanj skoči Maxwell in skupaj s svojimi sinovi pobegne. Hauser jim s svojo puško brez težav sledi, saj je starega Broadbenta ranil. Tom se med skrivanjem vrne po kodeks, nato pa jih Hauser vse spravi na most. Sally po več poskusih ustreli pločevinko gorilnega plina in goreči Hauser pade iz mostu. Broadbentom uspe pobegniti, vendar jih tam čaka vojska. V zadnjem trenutku pa jo pobijejo Indijanci in vsi lahko varno pridejo do vasi.
Maxwell napiše zadnjo oporoko. Tom in Sally sta izbrala kodeks, Philip in Vernon vsak eno sliko, Borabay pa si je zaželel očetovo posestvo v Ameriki. Oče na koncu umre, njegovi sinovi in Sally pa se odpravijo nazaj v Ameriko.